# Bibiana
Bibiana (occità Bibiana) és un municipi italià, situat a la ciutat metropolitana de Torí, a la regió del Piemont. L'any 2007 tenia 2.854 habitants. Està situat a la Vall Pellice, una de les Valls Occitanes. Limita amb els municipis de Bagnolo Piemonte (Cuneo), Bricherasio, Campilhon e Fenil, Cavour, Luserna San Giovanni i Lusernetta.

## Administració
| Període | Identitat   | Partit        |
| ------- | ----------- | ------------- |
| 2004-   | Elda Bricco | Llista cívica |